# مارپیچ (آلبوم ونگلیس)
«مارپیچ» آلبومی از هنرمند اهل یونان ونگلیس است که در سال ۱۹۷۷ میلادی منتشر شد.